# Salvia graciliramulosa
Salvia graciliramulosa là một loài thực vật có hoa trong họ Hoa môi. Loài này được Epling & Játiva miêu tả khoa học đầu tiên năm 1966.